# João Elias da Cunha
João Elias da Cunha (Rio de Janeiro, 8 de dezembro de 1844 — Rio de Janeiro, 20 de dezembro de 1916) foi um militar, compositor e maestro brasileiro.

## Biografia
Nascido na cidade do Rio de Janeiro, sentou praça na Força Pública fluminense (atual Polícia Militar), da qual, em 1878, foi o organizador da banda de música. Foi reformado no posto de tenente.
Dono de um incrível poder de improvisação, compôs centenas de músicas. Várias de suas quadrilhas fizeram moda no carnaval carioca. Compôs as marchas Keles e Fenianos, para o clube carnavalesco desse nome.
Herói da Guerra do Paraguai, foi distinguido com a medalha de bravura na Batalha do Avaí, usando-a como tema de uma sinfonia, em 1880.
Escreveu a letra do Hino do estado do Rio de Janeiro em 1889, oferecendo a mesma, em conjunto com o poeta Antônio José Soares de Souza Júnior, ao então governador do estado Francisco Portela.
Algumas fontes indicam que ele falecera em Niterói, onde residira a maior parte da vida.  No entanto, documentos primários apontam que João Elias da Cunha faleceu na cidade do Rio de Janeiro, no dia 20 de dezembro de 1916, quando vivia com um filho na Rua Maxwell. Ele foi sepultado no Cemitério do São Francisco Xavier no Caju.